# サリー鉄道

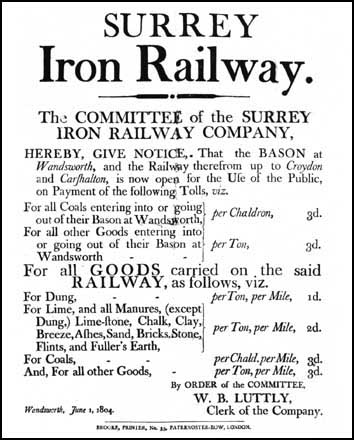
サリー鉄道の料金表

サリー鉄道(サリーてつどう、Surrey Iron Railway)はイギリス、サリー州のワンズワースとクロイドンを結んでいた馬車鉄道である。
開業は1803年で、不特定多数の利用者を対象とした公共目的の鉄道(public railway)としては世界で最初である。またその運営会社は1801年に設立を認可された、世界初の鉄道会社でもある。

## 背景

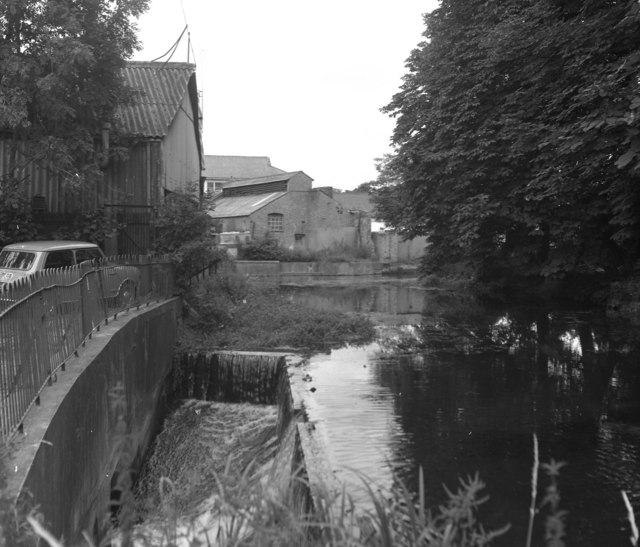
ワンドル川沿いの工場(1973年撮影)

木製の軌道の上の貨車を馬が牽引する貨車軌道（ワゴンウェイ）は、中央ヨーロッパでは15世紀までに現れ、イギリスでも遅くとも17世紀初めには導入されている。18世紀には、鋳鉄製のレールも用いられるようになった。ただしこうした軌道は炭鉱や運河などの専用鉄道であり、炭鉱会社や運河会社が保有していた。
ロンドンの西に位置するテムズ川支流のワンドル川沿いは、18世紀には多くの工場の立地する工業地帯となっていた。1799年、工場主たちは技術者ウィリアム・ジェソップに交通手段の改良についての調査を依頼し、ジェソップは鉄道の建設が望ましいと報告した。運河を建設する案もあったが、ジェソップは鉄道のほうが建設費が安いこと、運河のためにワンデル川から取水すると川の水量が減って水力を利用する工場に影響があることから鉄道を選んだ。ジェソップは北東イングランドの炭鉱で用いられていた鉄道についても知識を有していた。

## 鉄道会社の設立
イギリスでは1720年の南海泡沫事件以来、株式会社は原則として禁止されていた。しかし運河などの公共目的の場合は、議会で個別に法律を設けることにより設立が認められた。サリー鉄道会社もこの方式を利用した。
サリー鉄道に関する法案は庶民院、貴族院を通過した後1801年5月21日に国王裁可を受けて成立した。これにより世界初の公共鉄道(public railway)であるサリー鉄道会社が設立され、線路建設のための土地利用や運賃の徴収も許可された。会社設立時の株主は82人で、資本金は35000ポンドであった。
なお、イギリスでは1801年から1821年までの間に同様に議会で認められた公共鉄道会社が19社あり、うち14社が実際に路線を開業させている。

## 路線

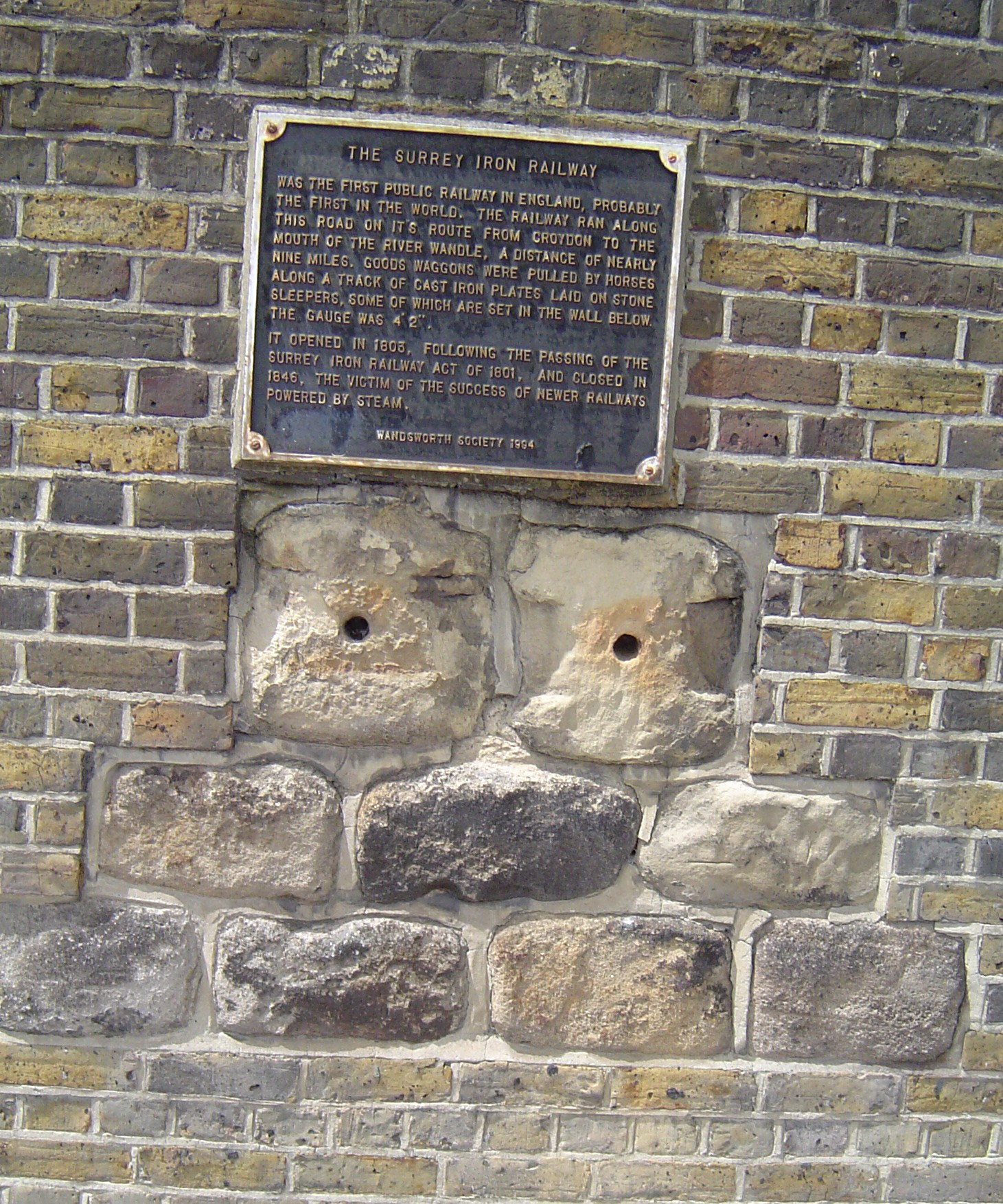
サリー鉄道のマクラギ

サリー鉄道はワンドル川とテムズ川の合流点であるワンズワースにある河港を起点とした。そこからほぼワンドル川に沿って南下し、ミッチャムで南東に向きを転じ、クロイドンを終点とした。延長は約8.5マイルで、全線が複線である。ミッチャムからハックブリッジまでの支線が存在し、他にも沿線の工場などへの専用の引込線もあった。
レールは鋳鉄製で、断面はL字型である。レールの内側にフランジがあり、車輪のにはフランジのないものが用いられた。これは当時ベンジャミン・ユートラムが普及させていた方式である。ジョセップ自身は、車輪側にフランジのある棒状レールを使っていた。レールの長さは約3フィート、幅は4インチでフランジの高さは約3インチである。サリー鉄道のレールの1本がロンドンのサイエンス・ミュージアムに保存されている。レールは石のマクラギで支持されていた。
レール内側の間隔（軌間）は4フィート2インチとする説と4フィートとする説があったが、1967年に発見された遺構では、フランジの内側の間隔は4フィート2インチであった。なお4フィート2インチは、ユートラムがL型レールの馬車鉄道で用いていた軌間である。一方ジョセップは以前は4フィート4.5インチ軌間の棒状レールを使っていた。
通常は馬1頭が4両の貨車を牽引し、時速3マイル弱で走ることができた。

## 開業
サリー鉄道が正式に開業したのは1803年7月26日である。この日、経営委員会の乗車した記念列車がワンズワースからクロイドンまで運転された。ただし、正式開業以前の1802年7月あるいは9月の段階で、すでに鉄道の一部が利用されていたことをうかがわせる記事も存在する。
ワンズワースからクロイドンへは石炭や肥料が、逆方向では沿線工場の製品や農産物、石灰が主に運ばれた。なお旅客輸送は行われず、貨物専用であった。
サリー鉄道の開業は国内外の注目を集めた。公共鉄道というアイデアは画期的なものと受け止められ、グレートブリテン全土を覆う鉄道網や蒸気機関車の実用化を想像する者もいた。一方で、鉄道用の貨車は重すぎ貨物を効率良く積めないこと、鉄道と道路上の馬車の間で貨物の積み換えが必要なことなどが批判された。

## 運賃と会社経営
サリー鉄道会社は線路を保有するのみで、輸送に必要な貨車や馬は利用者が用意した。1990年代以降の上下分離方式に近いが、これは当時の運河のモデルにならったものである。1825年のストックトン・アンド・ダーリントン鉄道以降は鉄道会社が車両を持つ方式が主流となった。
サリー鉄道の運賃（線路使用料）は貨物の種類と量、距離によって定められた。運賃は低く抑えられていたが、これは経営委員会のメンバーの多くが沿線の工場主だったためである。彼らは運賃収入で会社が利益を上げることよりも、自分たちの工場が安価な輸送手段を利用できる方を好んだ。このため、会社の配当は法律で定められた上限を大きく下回った。

## クロイドン・メルシャム・アンド・ゴッドストーン鉄道

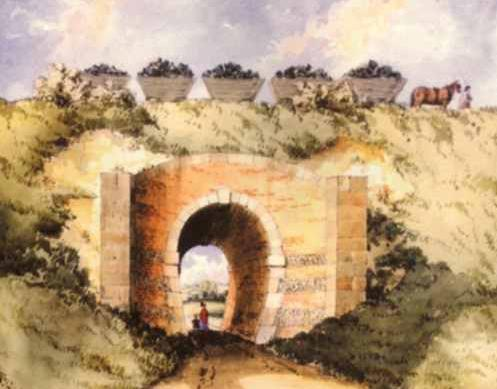
クロイドン・メルシャム・アンド・ゴッドストーン鉄道

ウィリアム・ジェソップは1800年の報告書で、サリー鉄道を更に南に延長しサセックスの海岸にまで到達させることを提案している。1803年5月17日にはクロイドン・メルシャム・アンド・ゴッドストーン鉄道に関する法律が成立し、サリー鉄道とは別会社として発足した。
クロイドン - メルシャム間はおそらく1805年7月24日に開業した。ただしゴッドストーンまでの区間は未成に終わった。

## 廃止
1830年代後半から、ロンドン周辺にも蒸気機関車を利用した鉄道網が急速に発展し、馬車鉄道は時代遅れとなった。1837年、ロンドン・アンド・ブライトン鉄道会社が設立された。同社の路線の建設にはクロイドン・メルシャム・アンド・ゴッドストーン鉄道の用地の一部を取得する必要があった。必要な土地はごく一部であったが、会社設立時の特別法ではロンドン・アンド・ブライトン鉄道はクロイドン・メルシャム・アンド・ゴッドストーン鉄道の設備全体を買い取らなければならないとされており、1838年に買収が行われ、1839年にはクロイドン・メルシャム・アンド・ゴッドストーン鉄道会社の解散に関する法律が成立した。
1845年には、ロンドン・アンド・サウスウェスタン鉄道会社が自社路線の建設のためサリー鉄道を買収する法案が提出されたが、地元の工場主からの反対の請願があったため廃案となった。1846年にはロンドン・アンド・ブライトン鉄道がサリー鉄道の買収を試みたが、この法案も地元業者とロンドン・アンド・サウスウェスタン鉄道の反対により成立には至らなかった。
サリー鉄道は1846年8月31日をもって列車の運行を終了し、会社そのものも1848年11月に解散した。
1855年に開業したクロイドン・アンド・ウィンブルドン鉄道はサリー鉄道の跡地の一部を利用している。この路線は1997年に一旦廃止されたが、2000年にトラムリンクの一部として再開業した。